# Kara-kum
Kara-kum (także: Garagum, Karakum, Gara Gum, Kara Kum, ros. Каракумы; z turkm. Garagum, dosł. „czarny piasek”) – piaszczysta pustynia w Turkmenistanie, na Nizinie Turańskiej. Powierzchnia wynosi około 350 tys. km², co stanowi, w zależności od metodologii pomiaru, od 70% do 80% terytorium Turkmenistanu.

## Geografia i położenie geograficzne
Pustynia położona jest na wschód od Morza Kaspijskiego, granicząc od północy z Jeziorem Aralskim, a od północnego wschodu z rzeką Amu-daria i pustynią Kyzył-kum.
Na wschodnim skraju pustyni płynie Amu-daria, a na południu w jej piaskach swój bieg kończą rzeki Murgab i Tedżen. Przez południową część pustyni płynie Kanał Karakumski, który dostarcza wodę z Amu-Darii do Aszchabadu (około 800 km), oraz dla rolnictwa (uprawa bawełny) na terenie południowej części pustyni. Bawełnę uprawia się także w pobliżu oaz Mary i Tejen. Na terenie Derweze (Darvaza) i Mary znajdują się naturalne złoża gazu ziemnego.

## Klimat
Kara-kum charakteryzuje się klimatem podzwrotnikowym suchym. Opady roczne zawierają się w przedziale 70–125 mm i przypadają głównie w okresie zimy, wiosny i czasem jesienią. Średnie temperatury lipca w rejonach bliskich Morzu Kaspijskiego oscylują w przedziale 26–28 °C, jednak w centralnej części pustyni wynoszą od 30 do 34 °C. Klimat pozwala na istnienie tylko skąpej roślinności, tworzonej głównie przez trawy i krzewy saksaułów oraz krzewy z rodziny Ammodendron należącej do roślin strączkowych. W obniżeniach występują zasolone bagniska o charakterze takyrów (zwłaszcza w rejonach cofnięcia się Jeziora Aralskiego).

## Ludność
Pustynia jest prawie niezamieszkana, jedynie na obrzeżach znajdują się siedliska ludzkie. Zaludnienie pustyni wynosi 6,5 os./km².

## Historia i archeologia
Przez południową część pustyni wiodło północne odgałęzienie słynnej drogi handlowej, zwanej jedwabnym szlakiem.
Badania archeologiczne Kara-kum, jako części Wielkiego Bałchana, zaowocowały znaleziskami archeologicznymi, pochodzącymi z epoki kamienia.

## Galeria

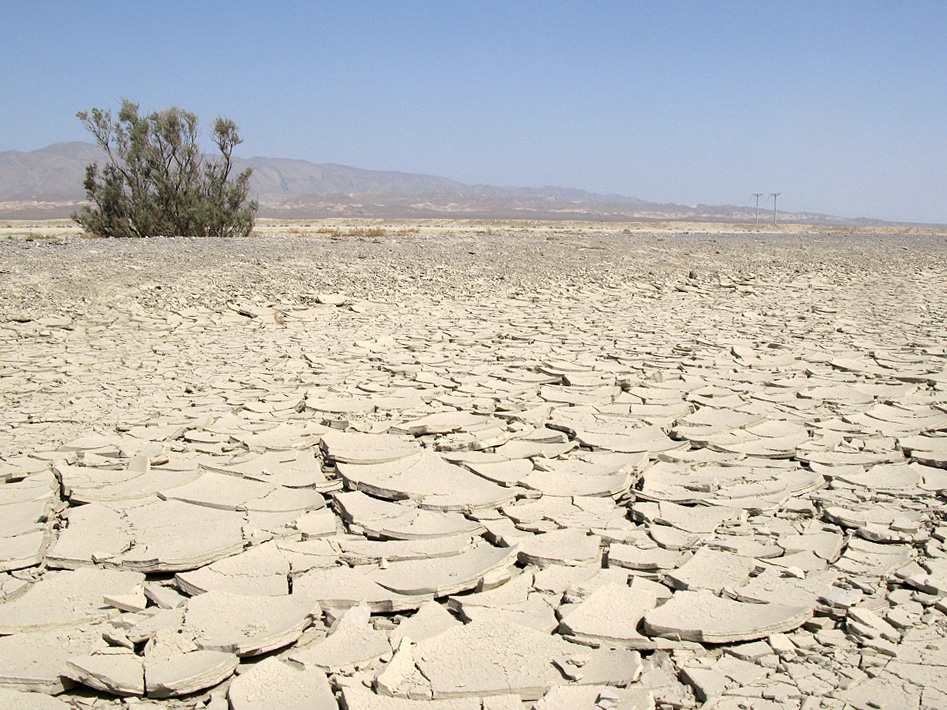
Pustynia Kara-kum
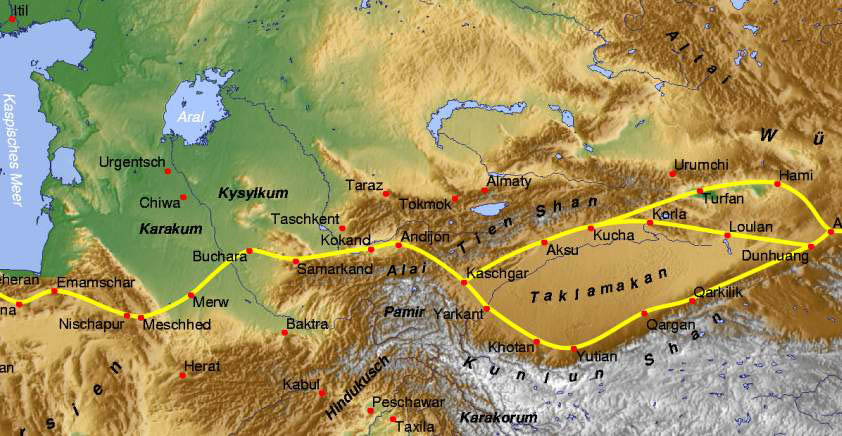
Fragment Jedwabnego Szlaku